# Rüngsdorfer Friedhof

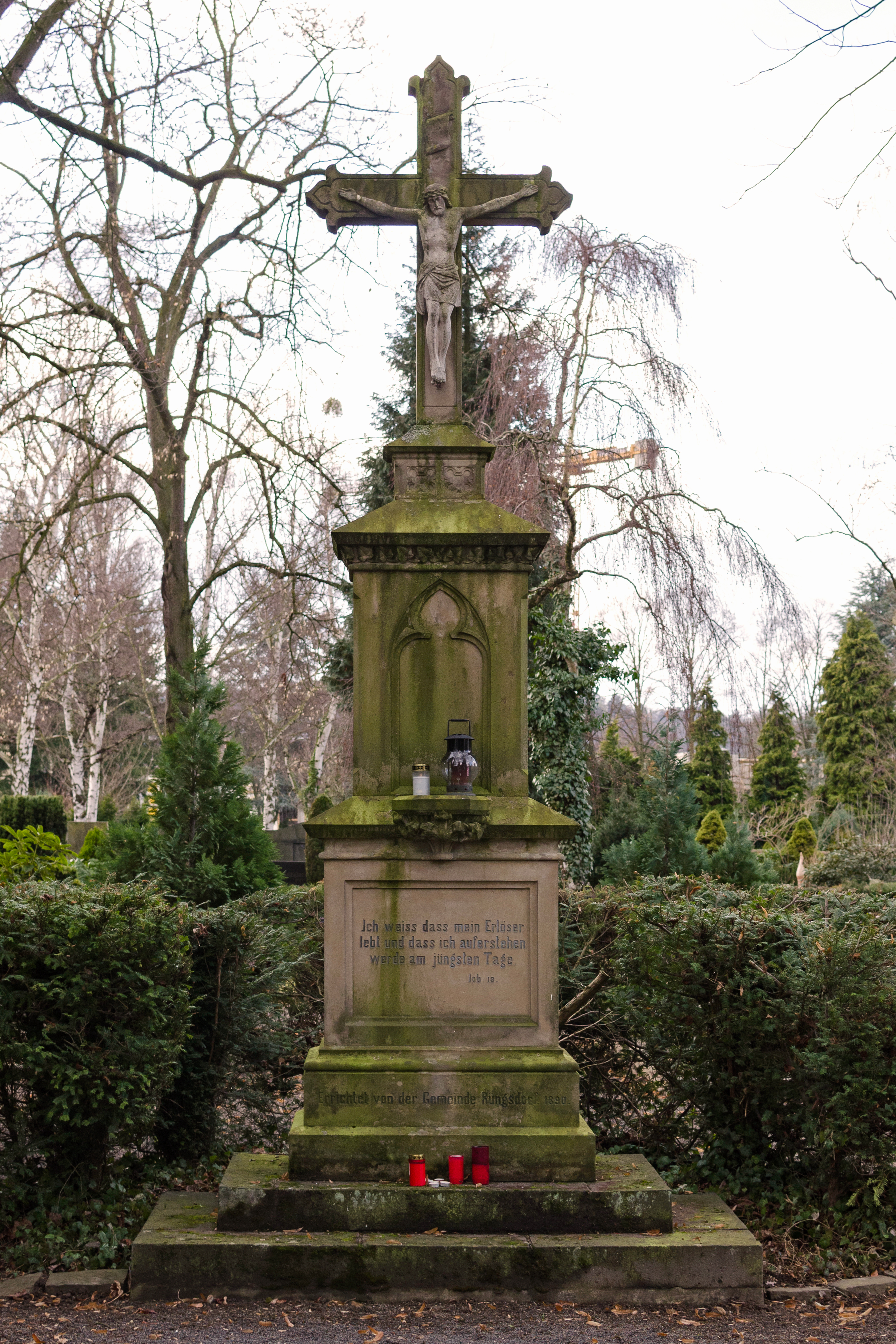
Kreuz auf dem Rüngsdorfer Friedhof mit Inschrift von 1890

Der Rüngsdorfer Friedhof liegt in Rüngsdorf, einem Ortsteil des Bonner Stadtbezirks Bad Godesberg.
Laut einem Verwaltungsbericht (1899–1913) wurde der Rüngsdorfer Friedhof 1890 unter dem Bürgermeister Anton Dengler angelegt. Das belegt unter anderem die Inschrift des Zentralkreuzes auf dem Friedhof, das „von der Gemeinde Rüngsdorf“ im gleichen Jahr errichtet wurde. Bereits am 24. Mai 1890 wurde der ehemalige Begräbnisplatz um die alte Kirche St. Andreas erschlossen.
Mit einer Fläche von knapp 2,3 ha bietet der Rüngsdorfer Friedhof derzeit Platz für ca. 2400 Erdgrabstellen und ca. 450 Urnengrabstellen.
Hohen Denkmalswert haben die Abteilungen I und II: Hier ruhen unter anderem der Rektor Ernst Gelderblom (1833–1900), die Familie des Gastronomen Fritz Dreesen (1858–1912) und die Familie des Pädagogen Johannes Otto Kühne (1856–1942), deren Grabmale noch alle vorhanden sind.
Koordinaten: 50° 40′ 49,8″ N, 7° 10′ 17,2″ O